# 刘秀荣 (京剧演员)
刘秀荣（1935年—2021年6月28日），北京人，中共党员，中国京剧表演艺术家，旦角，一级演员，国家级非物质文化遗产代表性传承人，中国戏剧家协会理事，全国政协第九、十届委员，全国妇联第四、五、六、七届执行委员，中国文联第六届全国委员，国家京剧院艺术指导委员会顾问，中国戏曲学院荣誉教授，毕业于中国戏曲学院。

## 生平
1935年，生于今北京市。1947年，进入北平四维戏剧学校学习，排名维蔓。1949年后，转入中国戏曲学校。1956年毕业后，分配到中国戏曲学校实验京剧团，1967年调至北京京剧团，后为国家京剧院三团主要演员。1980年，加入中国共产党。
2021年6月28日14时05分，逝世于北京，享年86岁。